# 区寄
区寄（?—?），唐朝郴州（今湖南省郴州市）人。11岁放牛时，被两个强盗绑架。他假装胆小，在傍晚时，两个强盗喝完酒。一个强盗到集市和人贩子商量卖孩子的价钱。那一个看守区寄的强盗，喝多了，躺在地上睡了。区寄用强盗插在地上的刀，蹭断了绑自己的绳索。然后一刀，把醉卧的强盗杀了。另一个强盗回来後，看见同伴被杀，于是逮住区寄，想杀了他。区寄说，“你们合伙卖我，得到的钱对半分，现在他死了，所有的钱都归你了。”强盗因此没杀他，把他带到人贩子家，绑得更紧了。晚上，强盗睡了之后，区寄用火炉的火将绳索烧断，然后拿刀杀了强盗。逃到官府报案。柳宗元得知此事后，写下了《童区寄传》。

## 传记文献
- 《童区寄传》